# (73091) 2002 GW19
(73091) 2002 GW19 – planetoida z pasa głównego asteroid okrążająca Słońce w ciągu 3,82 lat w średniej odległości 2,44 j.a. Odkryta 14 kwietnia 2002 roku.